# Jesy Nelson

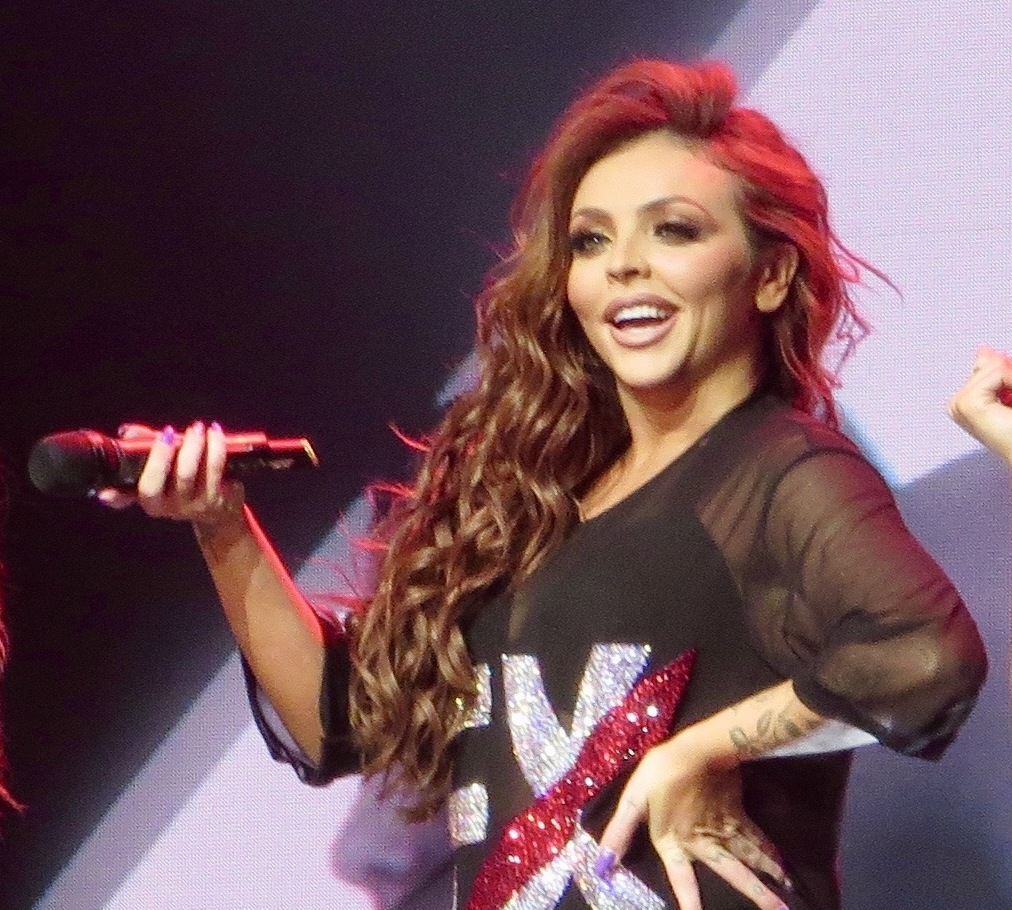
Jesy Nelson, 2017

Jessica „Jesy“ Louise Nelson (* 14. Juni 1991) ist eine englische Sängerin und ein ehemaliges Mitglied der Girlgroup Little Mix, welche in der achten Staffel der britischen Talentshow The X Factor von Kelly Rowland zusammengestellt wurde. Die Gruppe gewann unter der Betreuung von Tulisa als erste Band die Show. Weltweit hat Little Mix seit ihrem Debüt über 50 Millionen Tonträger verkauft und sechs Alben veröffentlicht. Im Jahr 2019 erschien auf BBC Three eine Dokumentation, welche Nelsons Erfahrungen mit ihrem Körperbild und Cyber-Mobbing sowie mit einem Suizidversuch und Depressionen thematisiert. Im Dezember 2020 gab sie auf Instagram ihren Ausstieg aus der Band aufgrund ihrer mentalen Gesundheit bekannt.

## Leben
Jessica Louise Nelson wurde am 14. Juni 1991 in Romford geboren, wo sie als Tochter der Eltern John Nelson und Janis Nelson aufwuchs. Sie hat eine ältere Schwester, Jade Nelson, einen älteren Bruder, Jonathan Nelson, und einen jüngeren Bruder namens Joseph Nelson. Ihr erstes Vorsingen, bei der britischen Talentshow “The X-Factor”, war „Bust Your Windows“ von Jazmine Sullivan. Nelson besuchte die Schulen Jo Richardson Community Schule and Abbs Cross Academy und Arts College in Hornchurch, London. Nelson besuchte außerdem die Sylvia Young and Yvonne Rhodes Theater Schule. Eine ihrer Mitschülerinnen war Sängerin Rita Ora. Vor dem Vorsingen bei The X-Factor arbeitete Nelson als Barkellnerin in Dagenham.
Nelson hatte kleine Rollen in About a Boy (2002) und Harry Potter und der Feuerkelch (2005) als Kind. Von 2014 bis 2016 führte Nelson eine Beziehung mit Rixton-Sänger Jake Roche. 2019 begann sie Love-Island-Kandidat Chris Hughes zu daten, das Paar trennte sich im April 2020 aus persönlichen Gründen. Seit Mitte 2020 führte Nelson eine Beziehung mit dem Schauspieler Sean Sagar, welche Anfang 2021 offiziell endete.
Nelson sammelte Erfahrungen mit Mobbing während ihrer Schulzeit, was bei ihr zur Haarausfall führte. In ihrer BBC-Dokumentation berichtete Nelson über ihren Kampf mit dem eigenen Körperbild. Nelson sammelte auch Erfahrungen mit Cyber-Mobbing, einen Suizidversuch und Depressionen. Am 14. Dezember 2020 bestätigte Nelson ihren Ausstieg aus der Band aufgrund des Kampfes mit ihrer psychischen Gesundheit, woraufhin auch die Gruppe ihren Ausstieg bekanntgab und Nelsons Entscheidung unterstützt.